# Plexechinus hirsutus
Plexechinus hirsutus is een zee-egel uit de familie Plexechinidae.
De wetenschappelijke naam van de soort werd in 1905 gepubliceerd door Theodor Mortensen.